# 黄同
黄同，初为南越国西瓯和骆越的左将。公元前112年，西汉汉武帝派10万大军分五路进攻南越国，其中伏波将军路博德和楼船将军杨仆率领的两路军在前111年一起攻陷南越国都城番禺，并擒下南越国未代君主赵建德和丞相吕嘉，南越国灭。当时任瓯骆左将的黄同斩杀瓯骆西于王降于汉朝，被汉武帝分封为下郦侯。